# Charles Sainte-Claire Deville
Charles Sainte-Claire Deville (Saint Thomas, Kis-Antillák, 1814. február 26. – Párizs, 1876. október 10.) francia geológus és meteorológus. Henri Étienne Sainte-Claire Deville testvére. 

## Életpályája
Tanulmányait a párizsi bányászati iskolában végezte, és tudományos utakat tett Nyugat-Indiába, Tenerifére és a Zöld-foki szigetekre. 1857-ben az akadémia tagja lett, később a párizsi meteorológiai társaság elnöke és 1872-ben az összes francia meteorológiai állomás főfelügyelője. Számos ásvány vegyi elemzését végezte, és ő találta fel az amorf és oldhatatlan ként. 

## Művei
- Études géologiques sur les îles de Ténériffe et de Togo (1 füzet, 1846);
- Voyage géologique aux Antilles et aux îles de Teneriffe et de Togo (1847);
- Recherches sur les phénomenes de météorologie et de physique terrestre aux Antilles (1861);
- Sur les variations périod. de la température (1866).